# Post Traumatic (мини-альбом)
Post Traumatic — дебютный мини-альбом американского рэпера, вокалиста, клавишника и гитариста Майка Шиноды, выпущенный 25 января 2018 года на лейблах Warner Records и Machine Shop Recordings

## Предыстория
Майкл Кенджи Шинода не писал музыку для себя до 2017 года. Хотя, под его именем выпускались некоторые работы, такие как MTV VMA Score и Mall. Основной деятельностью Майка являлось продюсирование и участие в песнях Linkin Park. Также, он создал группу Fort Minor в 2005 году, было выпущено два альбома: The Rising Tied и Fort Minor Fort Minor Militia EP.
В 2017 году был выпущен последний альбом Linkin Park с Честером Беннингтоном One More Light, с которым группа отыграла половину тура One More Light World Tour. После чего, 20 июля Честер покончил жизнь самоубийством, а весь тур был отменён. Позднее, 27 октября, коллектив отыграл свой последний концерт «Celebrate Life in Honor of Chester Bennington». Уже в этот момент, у Шиноды появляются идеи к трекам и начало сольного пути.

## Запись
«Place to Start» изначально являлась демоверсией трека для альбома One More Light. Это является также единственной песней в альбоме, которую Майк исполнял не полностью, поскольку в ней также присутствует перкуссия, исполненная барабанщиком Робом Бурдоном. Также, записывая этот трек, вокалист хотел, чтобы люди услышали ответ на вопрос: «Как дела?».  «Over Again» был вдохновлен репетицией Celebrate Life in Honor of Chester Bennington», а именно то, как участники группы впервые репетировала песни Linkin Park без Беннингтона. Первый куплет ко второму треку записан и написан в день концерта перед выступлением, второй же куплет был написан и записан после выступления. 

## Выпуск
Мини-альбом был выпущен спустя 6 месяцев после самоубийства Честера Беннингтона. Майк Шинода не выпускал к альбому синглов, о его выходе он предупредил за день в своем Твиттере. В этот же день на YouTube-канале Шиноды вышла экранизация в виде клипа на все три песни из альбома.

## Жанр и тематика песен
Открывающая песня альбома «Place to Start» самая короткая по длительности в альбоме. Жанром композиции является R&B, со спокойным с мягким битом, который становится быстрее вместе с вокалом рэпера. В треке Майк поет о том, что он «устал бояться» и подводит вывод, что хочет новое начало для себя. В конце присутствуют голосовые сообщения друзей, знакомых, которые сочувствуют в связи с самоубийством Беннингтона и предлагают поддержку. Во втором треке, «Over Again», Майк становится более эмоциональным. Он открыто рассказывает о событиях после смерти Честера, о том, как участники группы часто списывались, звонили и волновались друг о друге. Также он упоминает последний концерт группы «Celebrate Life in Honor of Chester Bennington». Он описывает чувство, каково это было впервые готовиться к концерту Linkin Park без главного вокалиста. Закрывающая пластинку песня «Watching as I Fall» еще более эмоциональнее, Шинода агрессивно читает рэп и бит становится быстрее. Майк читает рэп о том, что «люди смотрят», как он «падает вниз».

## Список композиций
| №                   | Название             | Длительность |
| ------------------- | -------------------- | ------------ |
| 1.                  | «Place to Start»     | 2:13         |
| 2.                  | «Over Again»         | 3:51         |
| 3.                  | «Watching as I Fall» | 3:31         |
| Общая длительность: | Общая длительность:  | 9:35         |